# Schloss Pfauhausen

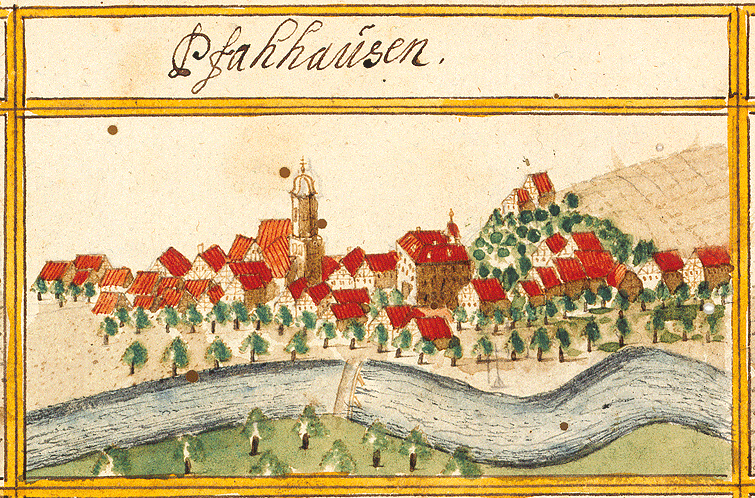
Ansicht von Pfauhausen um 1686 mit vierflügeligem Schloss, Wirtschaftsgebäuden und Kirche St. Erasmus

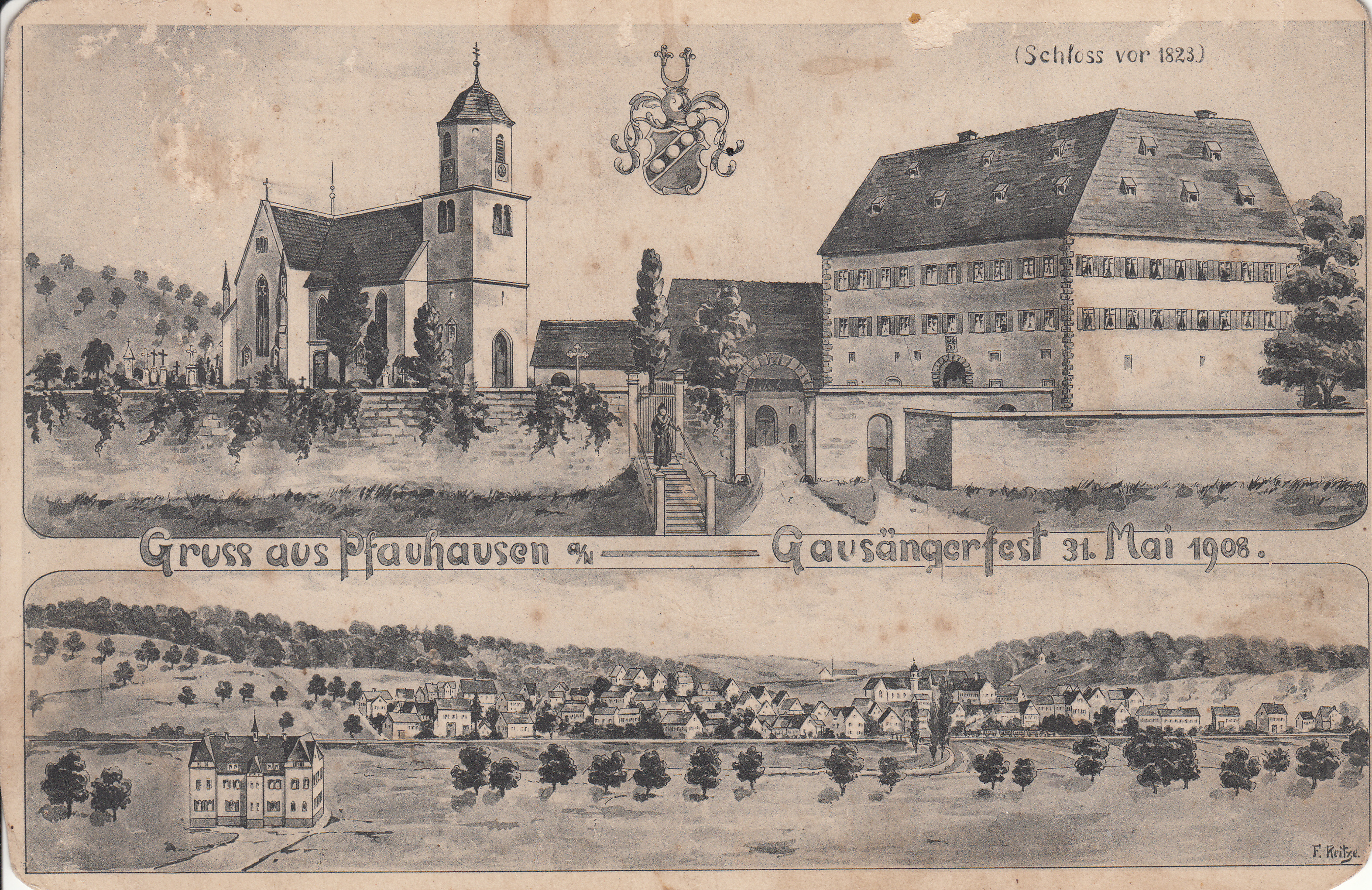
Postkarte aus dem Jahre 1908 mit Ansicht des Schlosses Pfauhausen vor 1823

Beim Schloss Pfauhausen handelt es sich um den Rest eines Renaissanceschlosses in Form einer ehemals vierflügeligen Kastellburg im vormaligen Pfarrdorf Pfauhausen, heute Ortsteil von Wernau (Neckar) im Landkreis Esslingen in Baden-Württemberg.

## Geschichte

### Vorgängerbauten

#### Mittelalterliche Hangburg an einer Neckarfurt
Ursprünglich stand am Standort, der sich auf einer Anhöhe am rechten Neckarufer befindet, eine mittelalterliche Hangburg, welche eine Furt über den Neckar sicherte. Diese gewährleistete den Übergang eines alten Handelsweges, der von Kirchheim her kommend über Bodelshofen die Anbindung zu einem Fernweg links des Neckars darstellte. Westlich der Burg führte ein Hohlweg (Hohe Straße und im weiteren Verlauf Brunnenstraße) auf eine Anhöhe, auf der noch heute ein Zubringer des Jakobsweges (Winnenden – Bodelshofen  – Neckartailfingen) verläuft. So wurde bereits in früherer Zeit eine alte Heerstraße auf den Anhöhen rechts der Lauter, von Pfauhausen über Bodelshofen in Richtung Kirchheim führend, vermutet.

Es handelte sich bei dieser Anlage um die typische Form eines fränkischen Herrensitzes mit einer Kirche auf dem gegenüberliegenden flachen Sporn zwischen Neckar und Bodenbach. Unterhalb des Kirchbergs, an der Mündung des Bodenbachs in den Neckar, hatte sich bis zum 8. Jahrhundert der Ort Hausen gebildet, dessen Name typisch für Siedlungsgründungen im Zuge der fränkischen Landnahme ist. Bei Bauarbeiten im Bereich des ehemaligen Burggrabens wurde im Jahre 1935 eine Perlenkette aus alemannischer Zeit gefunden. Oberhalb des mittelalterlichen Burgareals in der Flur Maurenacker wurden im 19. Jahrhundert Reste römerzeitlicher Siedlungsspuren dokumentiert.

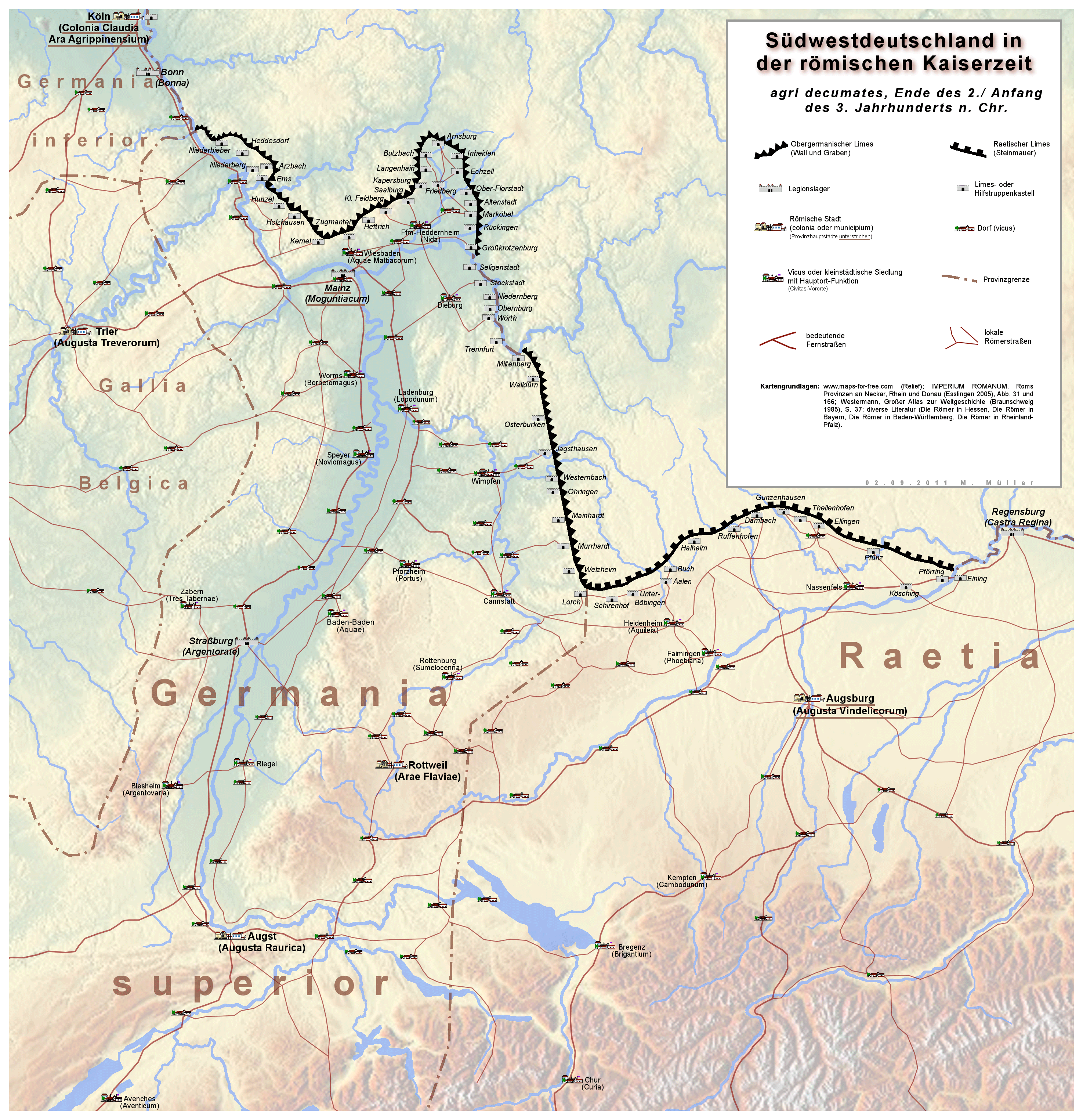
Südwestdeutschland gegen Ende des 2. / Anfang des 3. Jh. n. Chr. Karte des Limeshinterlandes mit Neckarübergang südlich des Neckarknies bei Plochingen und Fernweg über den Schurwald nach Lorch
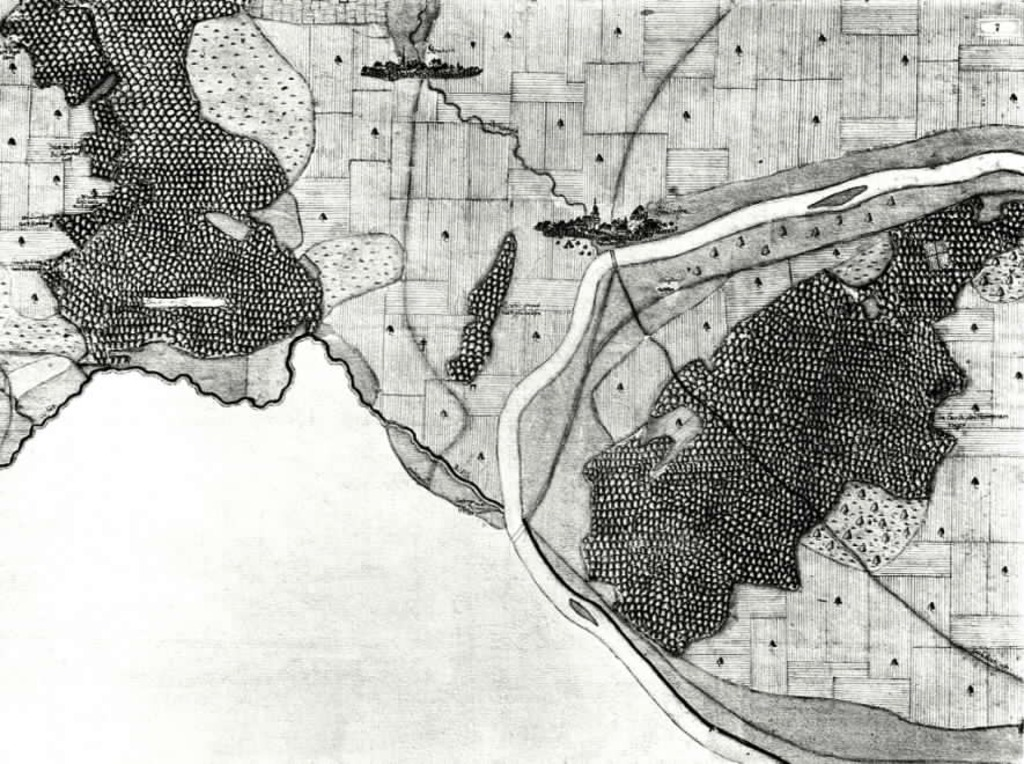
Lage des Ortes (Pfau-)Hausen am Neckar mit Verbindungsweg Richtung Bodelshofen und Neckarübergang. (Kiesersche Forstkarte 1686)

#### Burg der Ritter von Hausen genannt Hochschlitz
Spätestens im 13. Jahrhundert gelangte die Burg in den Besitz der seit 1241 urkundlichen Herren von Hochschlitz (auch als Hausen, genannt Hochschlitz bezeichnet), die auch das Patronatsrecht an der gegenüberliegenden Erasmuskirche innehatten. Die auch Hochschlitz von Pfauhausen genannte Adelslinie hatten mit Walter II. von Hochschlitz ihren bedeutendsten Vertreter und waren bis 1445 nachweisbar.

#### Burgstall und früherer Schlossbau
Zwischen der Mitte des 14. Jahrhunderts bis Mitte des 15. Jahrhunderts ist ein ständig wechselnder Grundbesitz des Ortes und teilweise des Burgsitzes nachweisbar.
Zwischen 1398 bzw. 1466 war die ursprüngliche Burg mehrfach als Burgstall bezeugt. So verkauft im Jahre 1446 ein Heinrich von Wernau dessen Bruder Hans seinen Anteil an dem Burgstall und dem Dorf Pfauhausen.
Im Jahr 1474 erlauben die Grafen Ulrich V. und Eberhard VI. von Württemberg den Brüdern Georg und Ulrich von Wernau zu Wendlingen die Aufrichtung eines eigenen Niedergerichts in Pfauhausen. Wenige Jahre später 1479 verkauft Georg von Wernau die Burg an die Brüder Wilhelm, Hofmeister der Barbara Gonzaga, und Ludwig d. Ä. aus der Weilheimer Seitenlinie.
In der Folgezeit war die Burganlage bis zur Neuerrichtung des Schlosses Ende des 16. Jahrhunderts zahlreichen Umbaumaßnahmen unterworfen. 1546 kehrte Hans Ludwig von Wernau von einem Kriegszug zurück. Er wohnte im Schloss Pfauhausen und ließ verschiedene Umbauten "gegen den Neckar zu" vornehmen.
Einen Eindruck vom Zustand vor dem Neubau der Kastellanlage liefert die Darstellung auf der Karte des Kirchheimer Forsts von Georg Gadner aus dem Jahre 1589.

### Schlossneubau unter den Herren von Wernau im 16. Jahrhundert

#### Um- und Neubau zum Renaissancekastell (1582–1590)
Die einer Kastellburg gleiche vierteilige Schlossanlage wurde ab 1574 und dann weiter für Hans Veit von Wernau, Ortsherr zu Pfauhausen, Unterboihingen, Diessen und Bieringen, in den Jahren von 1582 bis 1588 bzw. 1590 errichtet.

#### Übergang durch Erbschaft an die Familie Rotenhan (1696)
Nach dem Tod des letzten männlichen Nachkommens, Johann Georgs von Wernau, im Jahre 1696 fielen Ort und Schloss durch die Heirat seiner Nichte Maria Elisabeth von Wernau an Joachim Ignatius von Rotenhan. Er hatte seinen Wohnsitz meist in Bamberg und starb 1736. Sein Nachfolger Karl Alexander beabsichtigte den Verkauf der Güter in Neuhausen und Pfauhausen, ein Vertrag mit Herzog Carl Eugen von Württemberg, mit dem die Familie in Verhandlungen stand, kam allerdings nicht zu Stande.

#### Verkauf an das Hochstift Speyer (1769)
Im Jahr 1769 kaufte Fürstbischof Kardinal Franz von Hutten  von seinem Verwandten Karl Alexander von Rotenhan die Herrschaft Neuhausen und Pfauhausen, wodurch der Ort mit der Schlossanlage in den Besitz des Hochstifts Speyer gelangte. Er wollte damit wohl linksrheinisch Verluste ausgleichen, nach anderer Darstellung war ihm wohl auch daran gelegen, für schlimme Zeiten eine sichere Zuflucht zu gewinnen.

### Das Schloss im Besitz der Gemeinde Pfauhausen (1820)

#### Abriss bis auf den Ostflügel (1823)
1820 kam es in Gemeindebesitz und wurde nur drei Jahre später bis auf den Ostflügel abgerissen.

#### Umbau zum Rat- und Schulhaus (1913)
Nur dieser Flügelrest ist erhalten und wurde 1913 zum Rat- und Schulhaus umgebaut. Die ehemaligen Zehntscheuern mussten in den 1950er Jahren dem Neubau der Schlossgartenschule weichen. Dort ist im Foyer noch eine Erinnerungstafel eingelassen. Bis 2019 wurde es als Grundschule der Schlossgartenschule genutzt.

#### Heutige Nutzung
Im Obergeschoss befindet sich die Sammlung der Wernauer Geschichtsstube. Der Schlosskeller wird von der Stadt Wernau für kulturelle Veranstaltungen genutzt, der Saal im Erdgeschoss durch die Musikschule Wernau.

## Erinnerungstafeln

### Erinnerungstafel an den Schlossbau
Rechts vom Eingang ins Schloss, gegenüber der Pfarrkirche St. Erasmus, ist eine Erinnerungstafel zum Schlossbau in die Außenwand eingelassen. Sie trägt neben dem Wappen Hans Veits von Wernau das seiner ersten Frau, Anna geborene von Rechberg († 31. Mai 1566) und der zweiten Anna von Kaltenthal zu Hofen. Ihre Inschrift lautet:
AUF DEN 18. APRILIS ANNO 1582 HAT DER EDEL UND VEST HANS VEIT VON WERNAU ZU WERNAU PFAUHAUSEN UNDERBEIINGEN DIESSEN UND BIERINGEN DISES CASTEL DEN HALBEN THAIL GEGEN STAINBACH UND DEN 10. APRILIS ANNO 1588 DEN ANDERN HALBEN THAIL GEGEN DEM NEGHKER ANGEFANGEN AUF AINEN AICKHEN ROST ZU BAUEN DARZU VELEIHE DER ALLMECHTIGE GOTT AINN GUETEN ANFANG DAS ES DISEM LOBLICHEN GESCHLECHT ZU ALLEM HAIL UND GLIECKLICHER WOLFARDT GEDEIHE AMEN!
Von der römischen Antike bis in das frühe 20. Jahrhundert war auf weichem Untergrund eine Schwellenrostgründung üblich, wobei mehrere Schwellen im Wandverlauf nebeneinander gelegt und durch kürzere Querschwellen verbunden werden. Nur an den Gebäudeecken waren die Schwellen kreuzweise übereinander gelegt. Die Zwischenräume verfüllte man mit Kies, Bauschutt oder Lehm, und darüber wurde zunächst unvermörteltes und oberhalb vermörteltes Mauerwerk gesetzt.

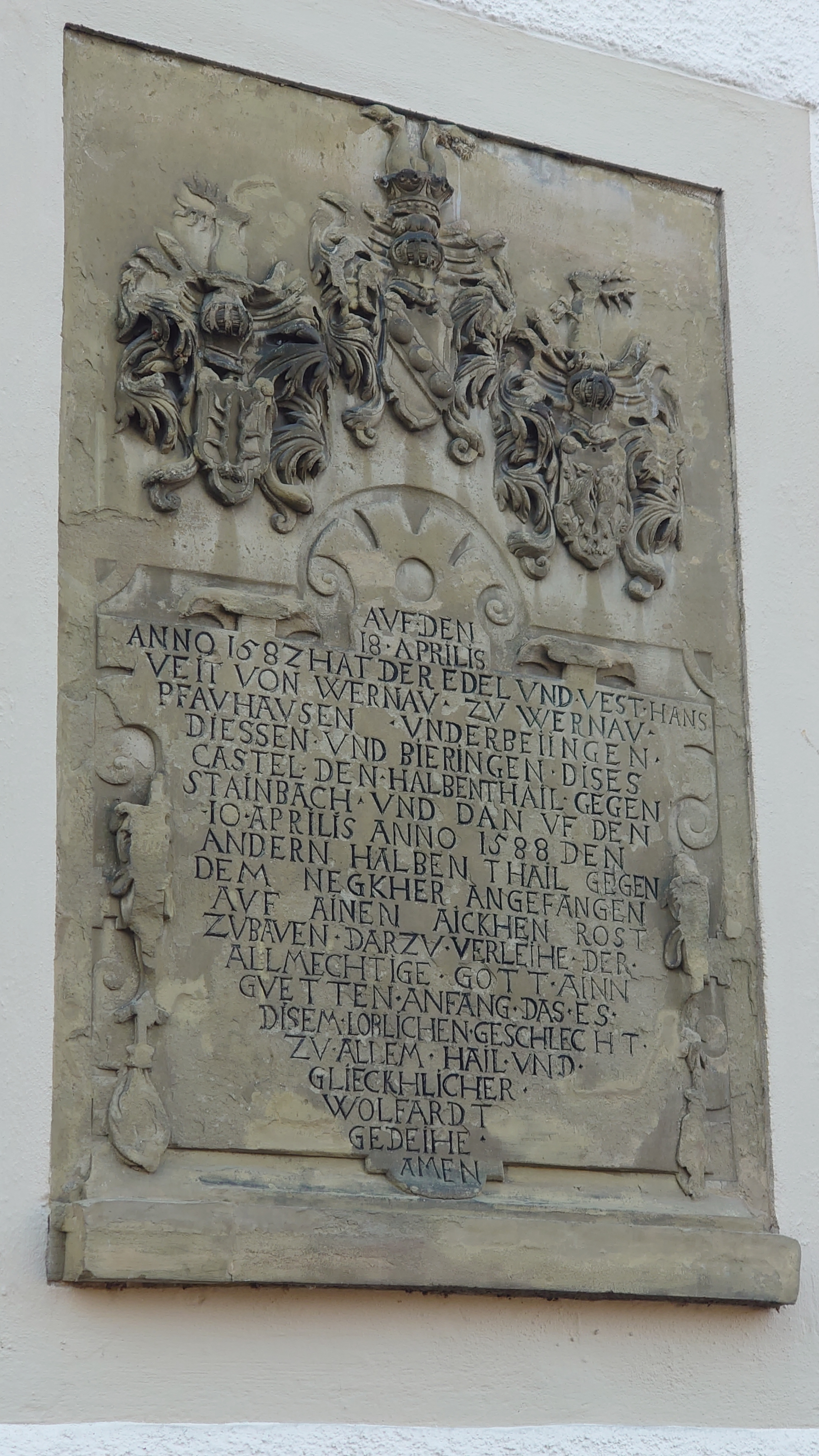
Erinnerungstafel zum Schlossbau von 1588 (Wappen Kaltental, Wernau, Rechberg)
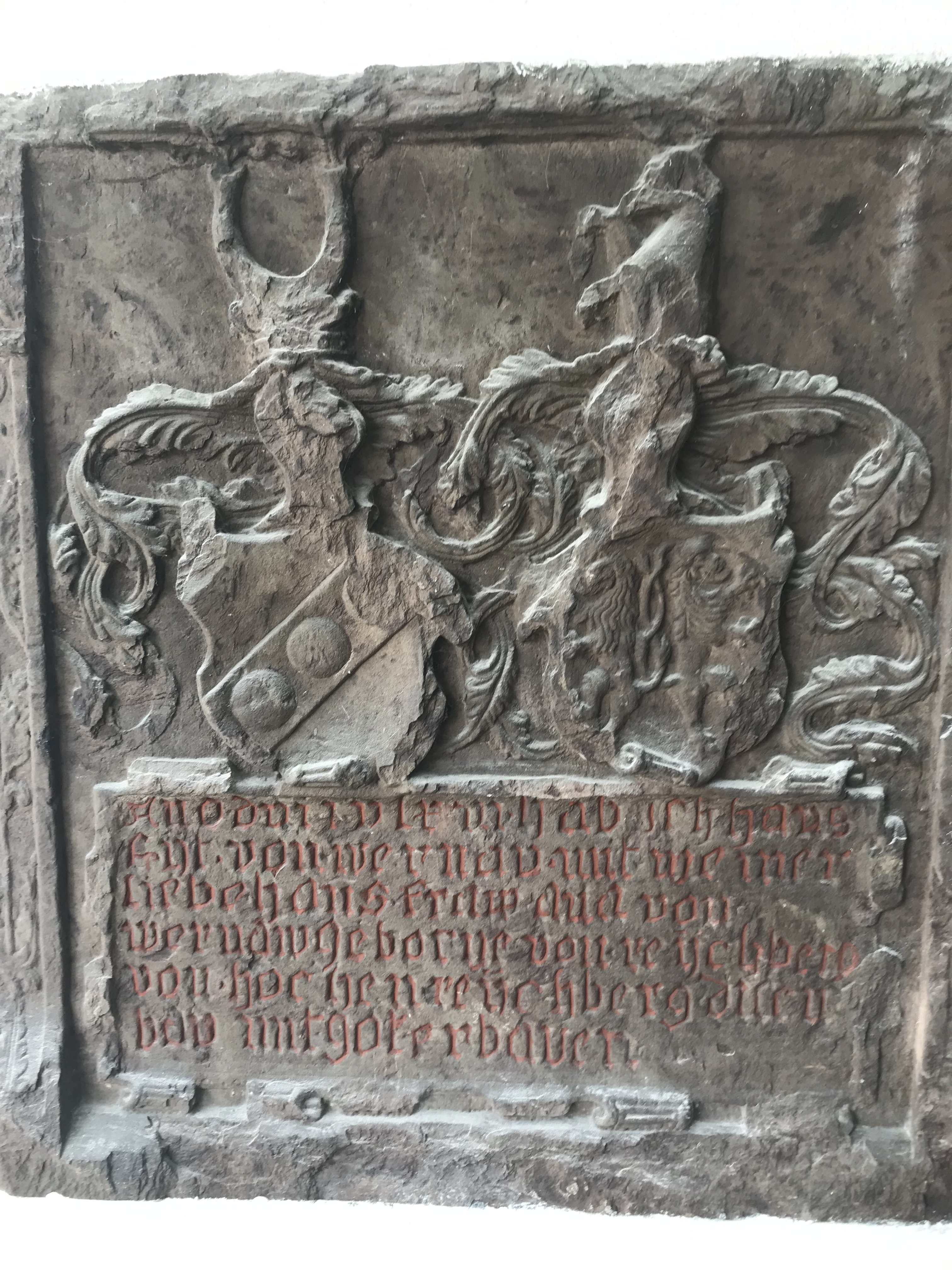
Erinnerungstafel zum Bau der ehemaligen Schlossscheuern (Wappen Wernau und Rechberg)

### Erinnerungstafel an de Schlossscheuern
Die Inschrift der Erinnerungstafel an den Bau der Schlossscheuern lautet:
ANNO DOMINI 1566 HAB ICH HANS VYT VON WERNAU MIT MEINER LIEBEN HAUSFRAU ANNA VON WERNV GEBOHRENE VON RECHBERG VON HOHENRECHBERG DISEN BAV MIT GOT ERBAUET.

## Zeitgenössische Literatur

### Wernauische Familienchronik des Valentin Salomon von Fulda
Hans Veit von Wernau beauftragte Valentin Salomon von Fulda mit der Verfassung einer Familienchronik, welche dieser im Jahre 1592  abschloss. In dieser Chronik beschreibt er auch die Errichtung des Pfauhausener Schlosses. Für den 27. Juli 1591 bezeugt der Autor, dass er "eben ein halb Jahr zu Pfauhausen geweßt". In dieser Zeit war er mit Recherchen zur Genealogie dier Herren von Wernau in der Region unterwegs. So war noch in dieser Zeit nach seiner Notiz Im Langhaus der Martinskirche zu Kirchheim ein großer Stammbaum der Wernauer gemalt. In der Eusebiuskirche zu Wendlingen befindet sich ein Erbbegräbnis der Familie. Auf dem Titelblatt der Chronik ist das Vollwappen der Herren von Wernau mit der Ahnenprobe Hans Veits von Wernau sowie links und rechts die Wappen seiner beiden Frauen dargestellt.

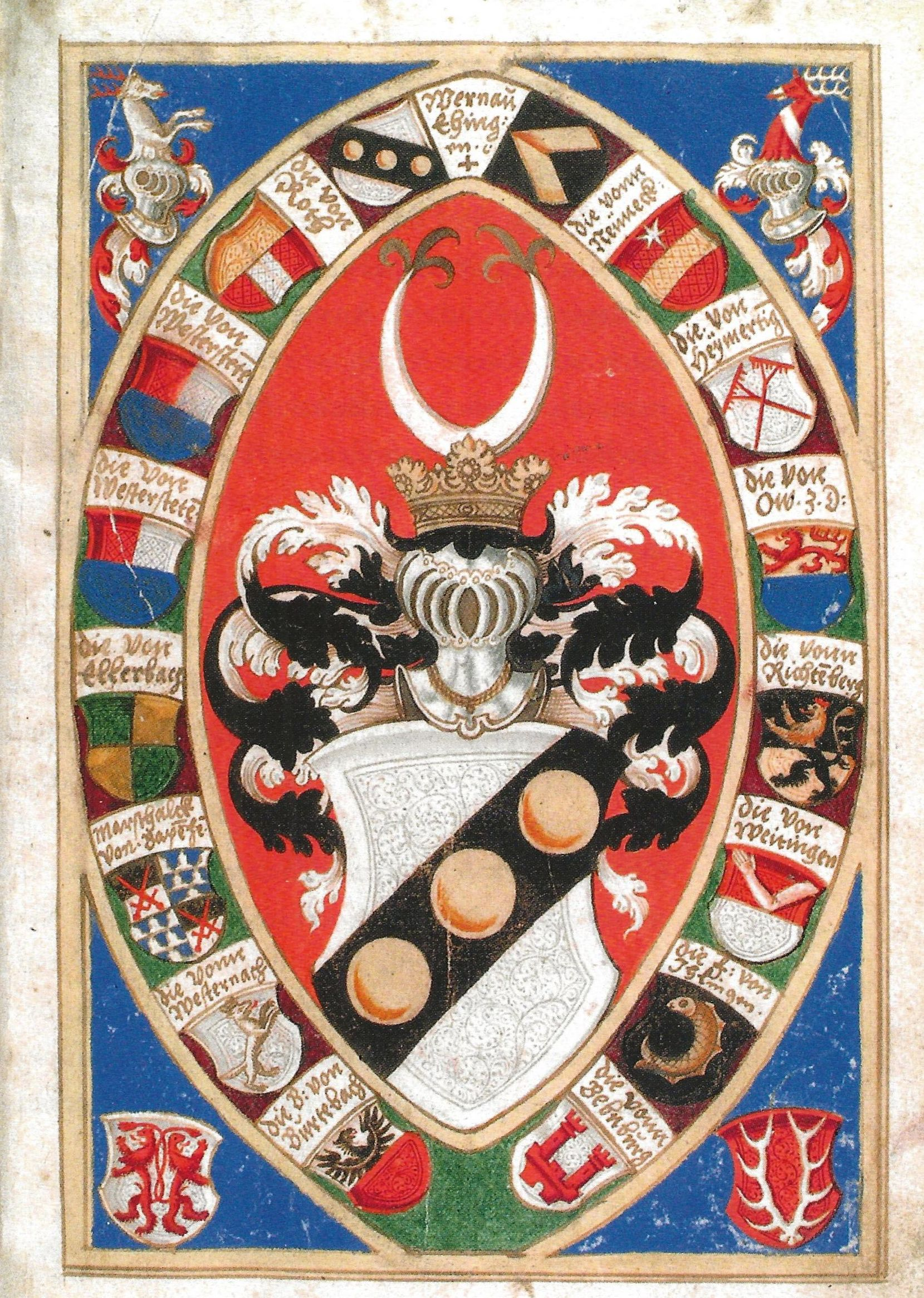
Titelblatt der Chronik der Herren von Wernau, Handschrift des Valentin Salomon von Fulda (1592)

## Beschreibung

### Zustand vor 1820
Die ursprüngliche Schlossanlage lässt sich nur aufgrund von Bildern beschreiben. Die vierflüglige kastellartige geschlossene Anlage war ein rechteckiger hoher Grundkörper (Außenmaße ca. 36 × 34,5 m) mit einem stark gemauerten Keller- oder Erdgeschoss, dem sich zwei weitere Etagen anschlossen. Die vier Flügel waren mit einem Mansarddach versehen, ob als Mansardflach- oder Walmdach ist nicht feststellbar.
Eine Beschreibung aus dem Königlich-Württembergischen Staats- und Regierungsblatt aus dem Jahre 1818 beschreibt den damaligen Zustand der Anlage wie folgt:
"Dieses Gebäude ist größtentheils von Stein, Stock hoch und hat 4 Flügel wovon zwei 120‘ und zwei 115‘ lang sind. In der Mitte derselben ist ein geräumiger beschlossener Hof, den in allen 3 Etagen eine hölzerne Gallerie umgiebt. Unter dem Gebäude befinden sich ringsum gute gewölbte Keller, parterre Kammern, Gewölbe, Stallungen, im 2. und 3. Stock 24 Zimmer und Kammern mit 6 eisernen Öfen, 2 Küchen und 2 Speisekammern, unter dem Dach große Fruchtkästen."

### Heutiger Zustand
Vermutlich in späterer Zeit nach dem Abriss der übrigen Flügel wurden die Ecken des Ostflügels mit angedeuteten Eckrisaliten umgebaut. Die Ecken sind mit Quaderung versehen. Der Südost-Nordwest ausgerichtete Schlossflügel hat heute an der südwestlichen Längsseite ein Mittelrisalit mit Dreiecksgiebel und Portaleingang. Weiter nach Südosten befindet sich der erhaltene Fachwerkteil als Balkongalerie im ersten Stock. Die lange Nordostseite weist ebenfalls ein breites gemauertes Eingangsportal im ersten Stock auf, dass über eine Freitreppe erschlossen wird. Hier ist ein Mittelrisalit durch ein Zwerchdach mit Satteldach und gedecktem und nur leicht vorspringendem Dreiecksgiebel nur symbolisch angedeutet. Die beiden schmalen Dachseiten haben ebenfalls einen Dreiecksgiebel, die dem Gebäude ein gleichmäßiges Aussehen verleihen. In den beiden Längsseiten des abgewalmten Dachbereiches befinden sich eine große Anzahl Dachfenster. Der Schlossflügel wird heute zentral von einem Glockenturm mit verschieferter barocker Haube bekrönt.

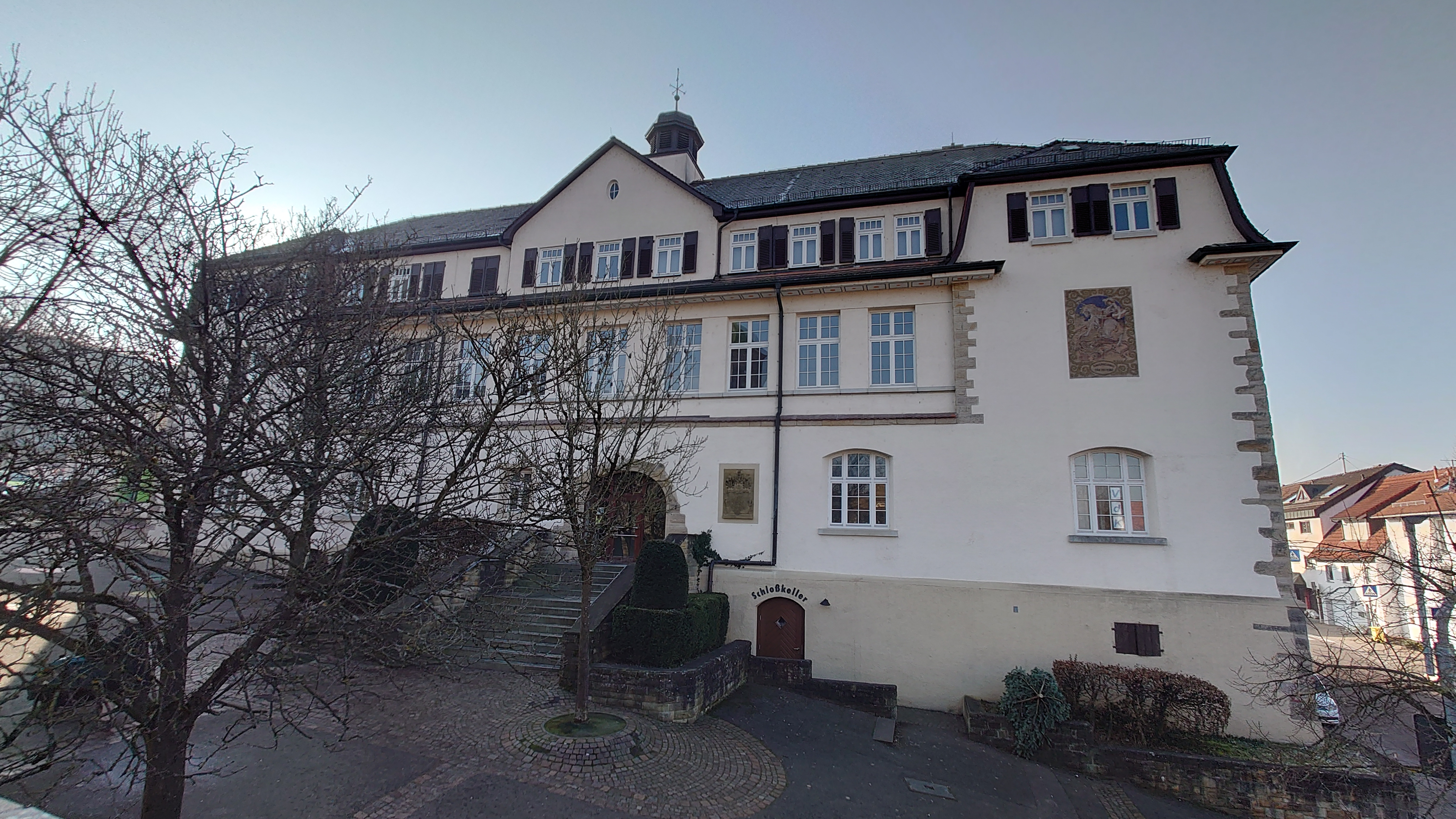
Erhaltener Ostflügel
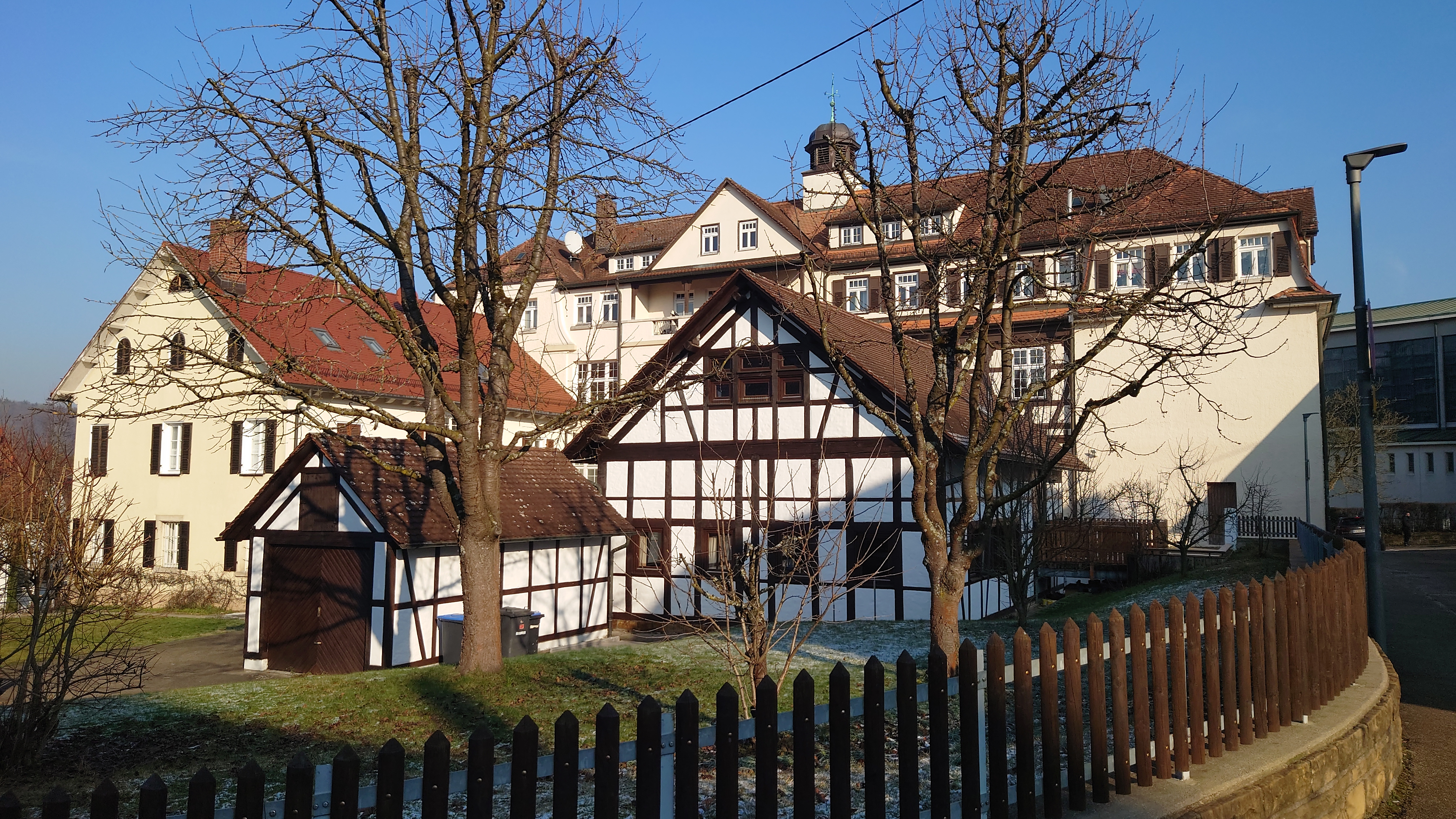
Ansicht von Südwesten
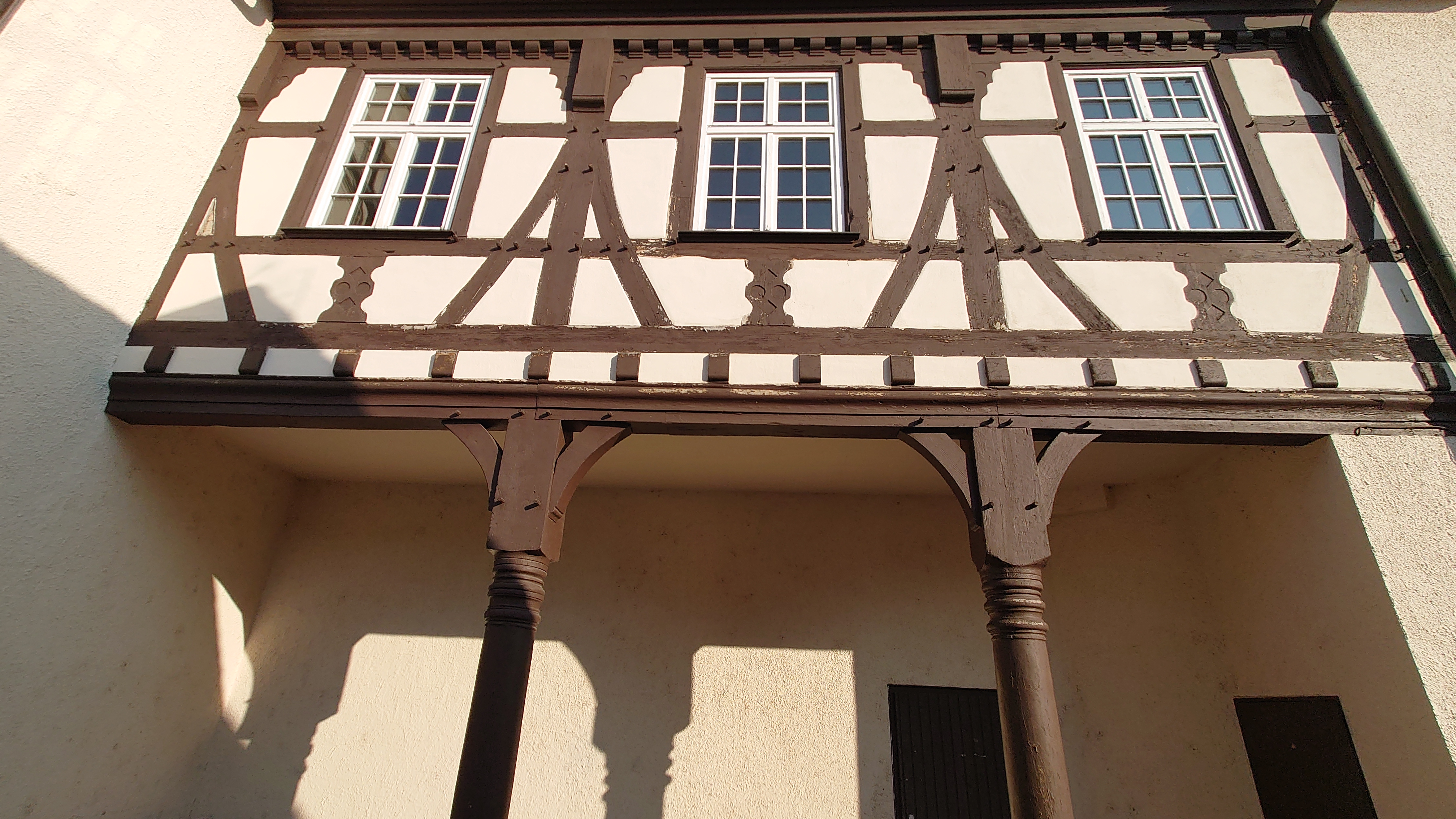
Erhaltener Teil der Fachwerkgalerie zum ehemaligen Innenhof
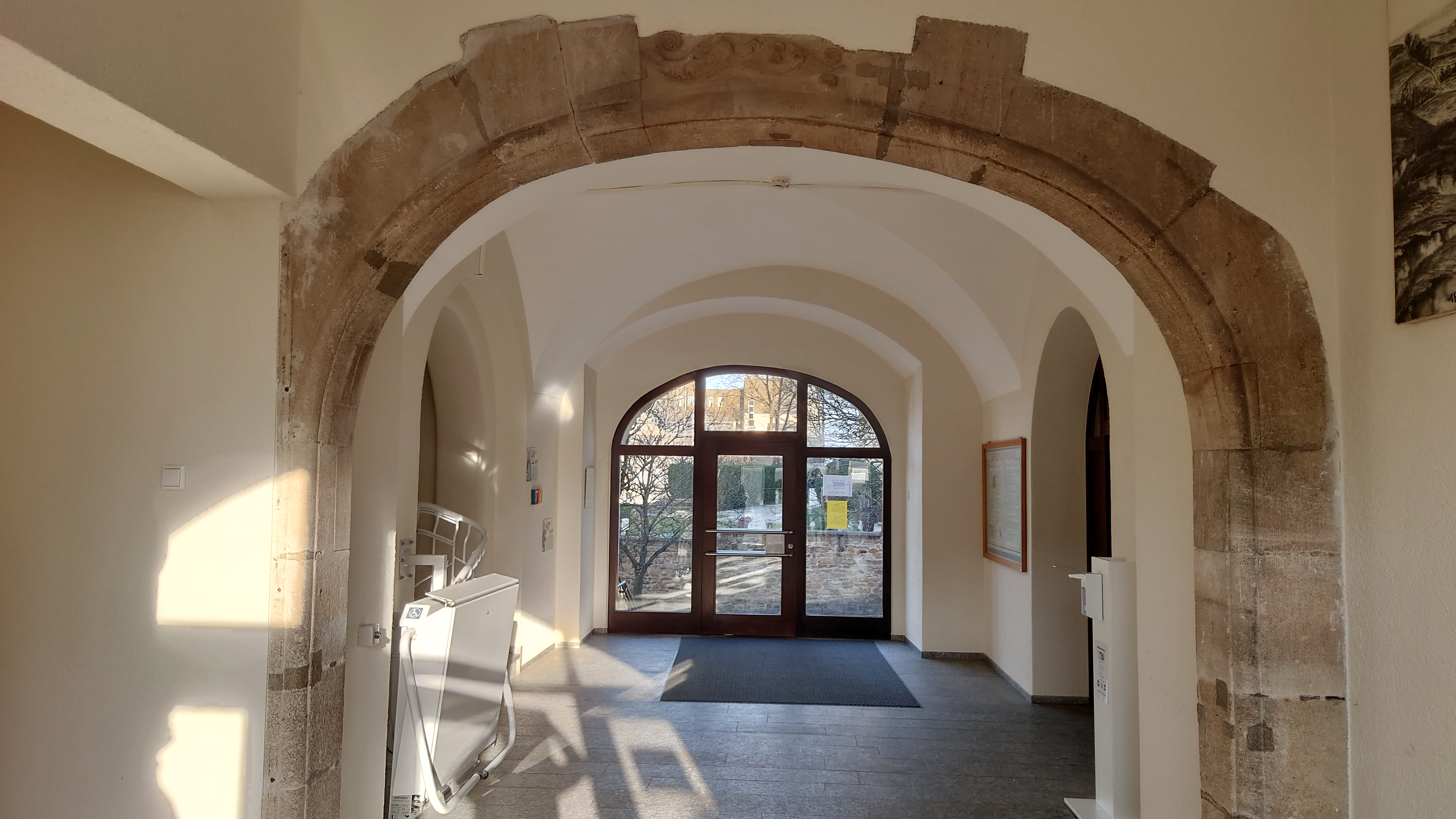
Innerer Torbogen zum ehemaligen Innenhof des Kastells
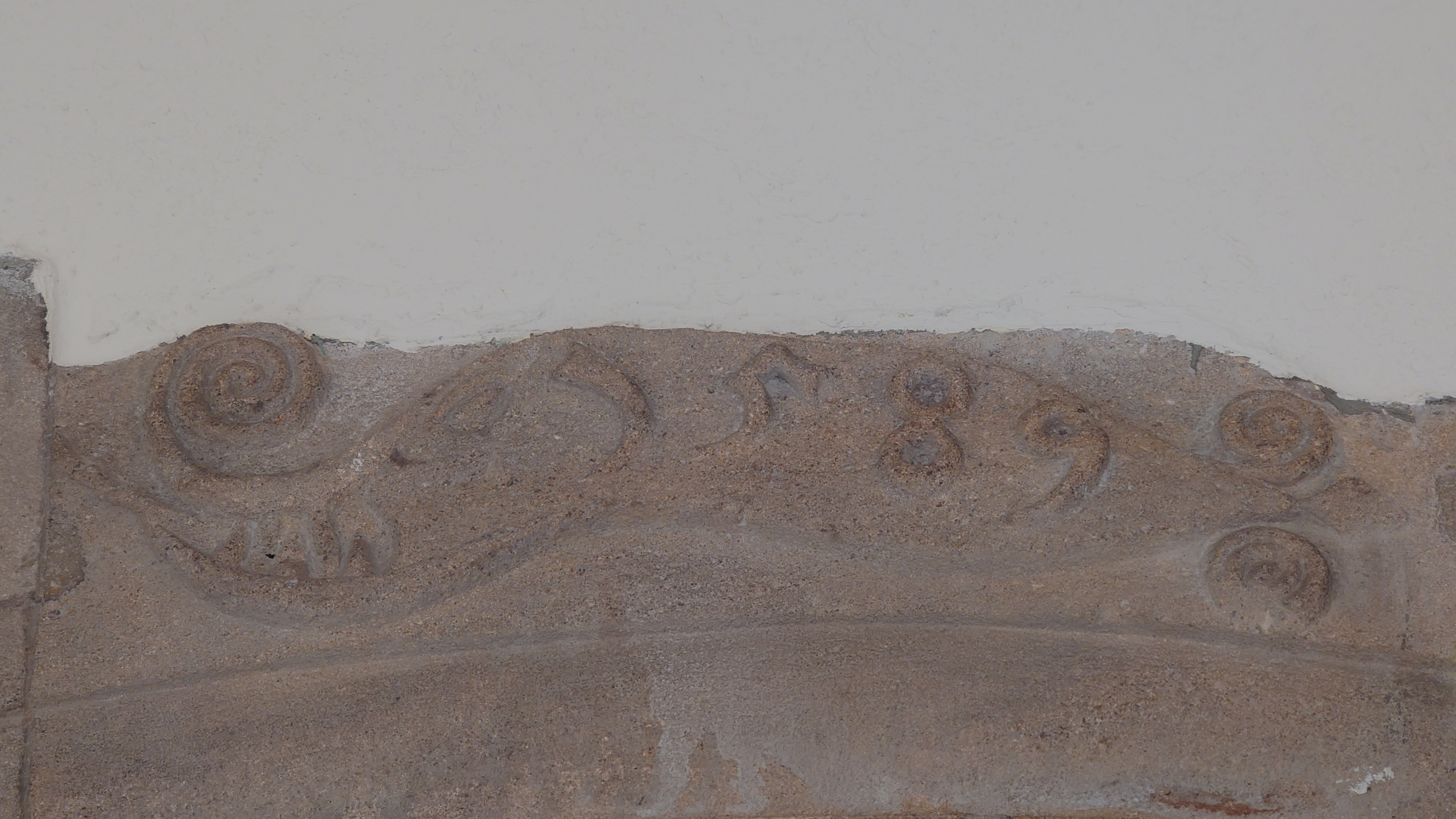
Schlussstein am inneren Torbogen mit Jahreszahl 1589
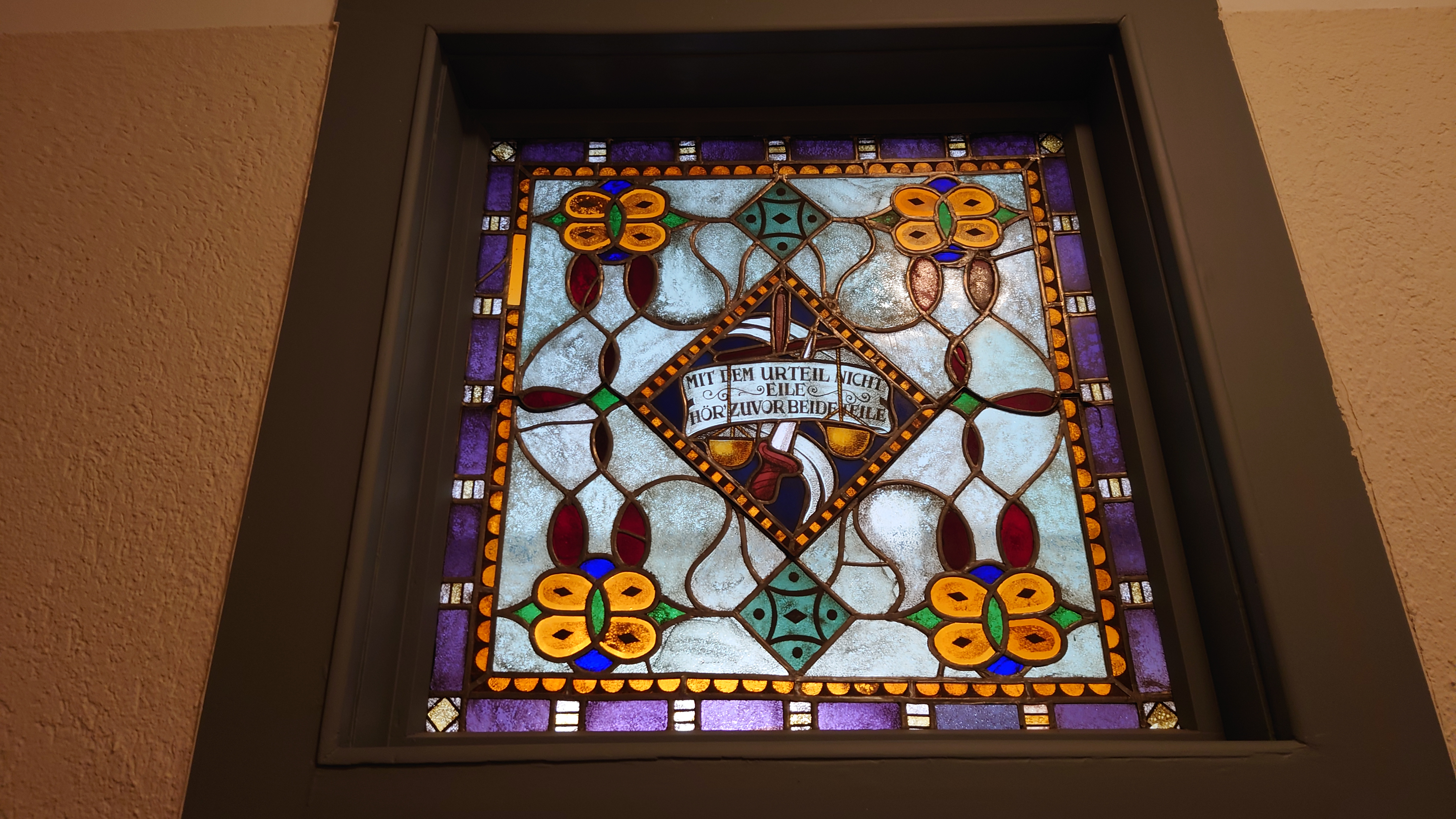
Bleiglasfenster im Oberlicht der Tür zum ehemaligen Ratssaal

## Persönlichkeiten mit Burg und Schloss Pfauhausen verbunden
- Walter II. von Hochschlitz (1320–1369), Bischof von Augsburg, stammte aus Pfauhausen
- Veit Gottfried von Wernau (1601–1649), Domdechant in Würzburg aus der Unterboihinger Linie der Herren von Wernau wurde in Pfauhausen geboren und in St. Erasmus getauft.